# 검은수염사키
검은수염사키 (Chiropotes satanas)는 신세계원숭이에 속하는 수염사키원숭이의 일종이다. 멸종 위급종으로 브라질의 아마존 우림 극동부 지역이 원거주지로, 파라 주 동부의 토칸틴스 강부터 마라냥주의 그라자우 강 유역까지의 비교적 작은 지역에 제한적으로 산다. 이전에는 붉은등수염사키와 우타힉수염사키를 이 종의 아종(최근에 다시 확인된 갈색등수염사키 또한 이 그룹의 일부이다)으로 취급했으나, 털가죽의 채색과 핵형(核型) 그리고 분자생물학적인 분석을 통해 이제는 별도의 종으로 취급하고 있다.